# Chotowa
Chotowa (AFI: [xɔˈtɔva]) es un pueblo que forma parte del municipio (gmina) Czarna, situado en el distrito de Dębica, en el voivodato de Subcarpacia, en el sureste de Polonia. Se encuentra a unos 6 km al sureste de la localidad de Czarna, a 10 km de Dębica y a 51 km al oeste de la capital regional, Rzeszów.
Chotowa tiene una población de 618 habitantes.

## Deporte
Chotowa acogió el Campeonato Polaco de Ajedrez en 2009[cita requerida] y el Campeonato Mundial Juvenil de Ajedrez en 2010.